# Mujeres en Bletchley Park
Alrededor de 8.000 mujeres trabajaron en Bletchley Park, el lugar principal de los criptoanalistas británicos durante la Segunda Guerra Mundial. Las mujeres constituían aproximadamente el 75% de la fuerza de trabajo allí. Si bien las mujeres estaban en su inmensa mayoría subrepresentadas en trabajos de alto nivel, como el criptoanálisis, se las empleaba en gran número en importantes trabajos auxiliares, tales como: manejo de maquinaria criptográfica y de comunicaciones; traducción de documentos del Eje; análisis de tráfico; tareas administrativas, y muchos más.

## Antecedentes
Bletchley Park fue el lugar principal para el criptoanálisis británico durante la Segunda Guerra Mundial. Albergó el Código de Gobierno y la Escuela Cypher (GC&CS por sus siglas en inglés), que regularmente se infiltraba en las comunicaciones secretas de las Potencias del Eje, aunque lo más importante era para desencriptar las máquinas de cifrado alemanas Enigma y Lorenz. Según el historiador y criptoanalista británico Harry Hinsley, la inteligencia militar "Ultra" (término adoptado por la inteligencia militar británica en junio de 1941 para designar los avances de los aliados en este campo) producida en Bletchley Park acortó la guerra en aproximadamente dos años. Bletchley Park es famoso por el impacto que tuvo en la guerra y por el trabajo realizado allí por académicos como Alan Turing y Dilly Knox. Este trabajo, aunque secreto hasta 1974, tuvo un impacto significativo en la historia de la ciencia y la tecnología, en particular, sobre la historia de la tecnología de la información. En la última década, archiveros e historiadores han enfatizado cada vez más el papel de las mujeres que trabajaban en Bletchley Park.

## Incorporación de mujeres

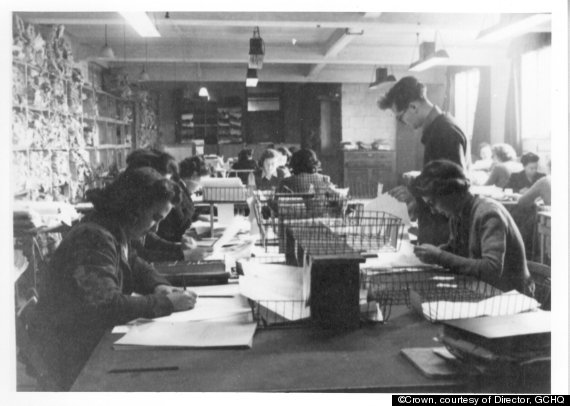
Mujeres trabajando en Bletchley Park.

En 1937, cuando las tensiones en Europa y Asia se hacían evidentes, el jefe del MI6, el almirante Hugh Sinclair, ordenó a GC&CS que comenzara a prepararse para una guerra y que ampliara su personal. Se trataba de "hombres de tipo profesoral", procedentes de las universidades de Oxford y Cambridge. Sin embargo, a medida que el trabajo criptoanalítico se fue mecanizando, se necesitó mucho más personal. Las mujeres fueron traídas por primera vez a Bletchley Park después de haber sido abordadas en la universidad o debido a conexiones familiares de confianza. Las debutantes eran particularmente apreciadas, ya que se las consideraba las más confiables debido a sus antecedentes de clase alta. Realizaban principalmente trabajo administrativo y de oficina. Sin embargo, las necesidades de personal de Bletchley Park continuaron creciendo, y los responsables buscaron a mujeres lingüistas, matemáticas e incluso expertas en crucigramas. En 1942, The Daily Telegraph organizó un concurso en el que se debía resolver un crucigrama críptico en 12 minutos. Las ganadoras fueron abordadas por los militares y algunas fueron reclutados para trabajar en Bletchley Park, ya que se creía que tenían fuertes habilidades de pensamiento lateral, importantes para romper códigos. La mayoría de estas mujeres procedían de la clase media y algunas tenían títulos en matemáticas, física e ingeniería. Se les dio acceso a los programas STEM (ciencia, tecnología, ingeniería y matemáticas por sus siglas en inglés) debido a la falta de hombres, que habían sido enviados a la guerra.
A finales de 1944, más de 2500 mujeres estaban empleadas por GC&CS en el Real Servicio Naval de la Mujer (cuyos miembros se llamaban "Wrens"). Más de 1500 mujeres fueron asignadas por la Fuerza Aérea Auxiliar de la Mujer ("WAAF") y aproximadamente 400 provenían del Servicio Territorial Auxiliar. Seis de cada diez mujeres que trabajaban en Bletchley Park estaban prestando servicio en las Fuerzas Armadas británicas. Muchas de esas mujeres estaban más interesadas en trabajar en aviones y barcos, y nunca esperaron trabajar en un lugar como Bletchley Park.
Las mujeres desempeñaron numerosas funciones en Bletchley Park, desde administradoras, compiladoras de fichas y mensajeras, y algunas de ellas trabajaron como especialistas en descifrar códigos. Inicialmente, muchos de los hombres a cargo se mostraron escépticos de que las mujeres pudieran operar las máquinas Bombe y las computadoras Colossus, y en una sección que las empleaba, aunque había graduadas universitarias, el jefe opinaba que "a las mujeres no les gustaría hacer ningún trabajo intelectual". El matemático británico Gordon Preston convenció a Max Newman (que pensaba que a las mujeres no les importaría el "esfuerzo intelectual") para que autorizara charlas a las Wrens para que explicaran su trabajo matemáticamente, y las charlas tuvieron mucho éxito. Las mujeres de Bletchley Park pronto demostraron que estaban a la altura de las circunstancias, ya que realizaban un buen trabajo en cualquier puesto que ocupaban.
Aunque el enfoque inicial del reclutamiento, particularmente durante los últimos años del período de entreguerras, se centró principalmente en académicos masculinos, pronto surgió un equipo ecléctico de "Boffins and Debs" (boffin en jerga británica define a un científico, ingeniero u otra persona que se dedica a la investigación y desarrollo técnico o científico; y deb de francés: debutante, "mujer principiante"), lo que hizo que GC&CS fuera nombrado con cierta ironía la "Golf, Cheese and Chess Society". Al estallar la guerra, Dilly Knox era el principal criptoanalista de GC&CS y, como tal, asumió un papel de liderazgo en el trabajo de las diversas redes Enigma. Su equipo, que estaba formado por mujeres ("Las chicas de Dilly"), contaba con Margaret Rock y Mavis Lever, a veces llamadas despectivamente "Las chavalitas de Dilly". Durante una visita de septiembre de 1941, el primer ministro británico Winston Churchill comentó, según se informa, al jefe de GC&CS, Alastair Denniston: "Te dije que no dejaras piedra sin mover para conseguir personal, pero no tenía idea de que me habías hecho caso tan literalmente".
Las mujeres en la Segunda Guerra Mundial trabajaron en muchos lugares que anteriormente habían estado confinados en gran medida a los hombres, como la industria y el ejército. Bletchley Park era inusual porque las mujeres de allí desarrollaban trabajos intelectuales exigentes. Uno de los pocos escenarios directamente comparables durante el conflicto fue que las mujeres estadounidenses fueron reclutadas para hacer cálculos de balística de artillería y programar computadoras. Estas mujeres "computadoras" utilizaban un analizador diferencial en el sótano de la Moore School of Electrical Engineering para acelerar sus cálculos, aunque la máquina requería de un mecánico para ser totalmente precisa y las mujeres a menudo volvían a revisar los cálculos a mano.

## Mujeres elegidas
Esta sección cuenta las historias de algunas mujeres seleccionadas que trabajaron en Bletchley Park.

### Mavis Batey
Mavis Lilian Lever nació el 5 de mayo de 1921 en Dulwich, de madre costurera y padre cartero. Se crio en Norbury y fue a la Escuela de Niñas del Convento Coloma en Croydon. Estudió alemán en el University College de Londres al comienzo de la Segunda Guerra Mundial, concentrándose en los románticos alemanes en particular.
Inicialmente fue empleada para revisar las columnas personales de The Times en busca de mensajes espías codificados, pero en 1940 fue reclutada para trabajar como descifradora en Bletchley Park. Trabajó como asistente de Dilly Knox, y estuvo estrechamente involucrada en el esfuerzo de descifrado antes de la Batalla de Matapan.  Según The Daily Telegraph, se familiarizó tanto con los estilos de los operadores enemigos que pudo determinar que dos de ellos tenían una novia llamada Rosa. Batey había desarrollado una técnica exitosa que podía ser utilizada en otros lugares.
En diciembre de 1941, descifró un mensaje entre Belgrado y Berlín que permitió al equipo de Knox elaborar el cableado del Abwehr Enigma, una máquina Enigma que antes se creía que era indescifrable. Mientras estaba en Bletchley Park conoció a Keith Batey, un matemático y compañero de profesión con quien se casó en 1942.

### Jane Fawcett
Jane Hughes fue asignada al Hut 6, un "cuarto de decodificación" sólo para mujeres. Las condiciones eran deficientes (con poca luz, poca calefacción y poca ventilación) y las mujeres trabajaban muchas horas bajo una presión extrema. En el Hut 6, Hughes y otras mujeres como ella recibían las claves diarias de Enigma y las tecleaban en sus propias máquinas Typex para determinar si los mensajes estaban escritos en un alemán reconocible.
El 25 de mayo de 1941, algunas mujeres fueron informadas sobre la búsqueda del acorazado alemán Bismarck. Poco después, Hughes descifró un mensaje que se refería al Bismarck y detallaba su posición y destino actual en Francia. El Bismarck fue posteriormente atacado por la Marina Real británica y hundido el 27 de mayo. Ésta fue la primera victoria significativa de las decodificadoras, demostrando la utilidad del proyecto.

Su trabajo no salió a la luz hasta décadas más tarde, durante los años 90, ya que la historia había sido clasificado bajo la Official Secrets Act de Reino Unido de 1939. En comparación con la reconocida actuación de la Marina, Fawcett expresó un cierto malestar:
"Nos sentíamos un poco avergonzadas de haber contribuido sólo en Bletchley como aficionadas. Así que, cuando todo lo que habíamos hecho, que sabíamos que había sido un trabajo muy duro e increíblemente exigente, de repente salió a la luz y nos pidieron que habláramos de ello, nos sobrepasó. Nunca se lo había dicho a nadie, ni siquiera a mi marido. Mis nietos se sorprendieron mucho".

### Jean Valentine
Jean Valentine (nacida en 1924 en Escocia) era operadora del dispositivo de descifrado Bombe en el Hut 11 de Bletchley Park en Inglaterra, diseñado por Alan Turing y otros investigadores durante la Segunda Guerra Mundial. Fue miembro de las "Wrens" (Servicio Real Naval de la Mujer, WRNS por sus siglas en inglés). Durante este tiempo, vivió en Steeple Claydon en Buckinghamshire. Empezó a trabajar por 15 chelines a la semana. Junto a sus compañeras de trabajo, permaneció callada sobre su trabajo en la guerra hasta mediados de la década de 1970.
A principios del siglo XXI, Valentine estuvo involucrada en la reconstrucción del Bombe en el Bletchley Park Museum, finalizada en 2006, cuando declaró: "A no ser que la gente atraviese las puertas, se perderá una pieza vital de la historia. Cuanto más podamos educarlos, mejor". Enseña la reconstrucción del dispositivo y explica su funcionamiento, aparte de dirigir los tours en el museo. Valentine participó en una importante reunión en Bletchley Park en 2009.
El 24 de junio de 2012, Jean Valentine habló sobre sus experiencias en tiempos de guerra en Bletchley Park y en otros lugares como parte de un evento Turing's Worlds para celebrar el centenario del nacimiento de Alan Turing, organizado por la Casa Rewley del Departamento de Educación Continua de la Universidad de Oxford en cooperación con la British Society for the History of Mathematics (BSHM).

### Joan Clarke
Joan Elisabeth Lowther Murray (de soltera Clarke; 1917-1996) era criptoanalista y numismática. Aunque no buscó protagonismo, tuvo un papel importante en el proyecto Enigma que desencriptó las comunicaciones secretas de la Alemania nazi, hasta el punto de recibir numerosos premios y reconocimientos, como convertirse en miembro de la Orden del Imperio Británico (MBE), en 1946.

## Conmemoración
Ha habido muchos esfuerzos para conmemorar la contribución de las mujeres de Bletchley Park. En concreto, durante los últimos años, ha habido una proliferación de artículos en línea dedicados a examinar la importancia de su papel. Debido al secreto de Bletchley Park y a la regla de los Treinta Años del Reino Unido, no fue hasta la publicación en 1974 de The Ultra Secret por el exoficial de la Real Fuerza Aérea británica (RAF) F. W. Winterbotham (que supervisó la distribución de la inteligencia militar "Ultra") que el papel de Bletchley Park en tiempos de guerra comenzó a ser discutido, y no fue hasta 2009 que el gobierno británico otorgó honores a su personal. Se ha intentado que las mujeres que trabajaban en Bletchley Park se reunieran unos 70 años después de la última vez que se vieron, ya que tendieron a no mantener el contacto con sus compañeras de trabajo después de la guerra (debido a la atmósfera secreta de entonces). A menudo, ni siquiera sabían los nombres de las máquinas en las que habían trabajado hasta que leyeron libros sobre Bletchley Park publicados décadas después de la Segunda Guerra Mundial. Las familias y amigos generalmente no tenían ni idea de en qué trabajaban estas mujeres durante la Segunda Guerra Mundial.
En entrevistas que se han hecho, comentan que disfrutaron durante el tiempo que pasaron allí por hacer un trabajo interesante y estar cerca de gente interesante, así como la sensación de que estaban desarrollando una labor importante (aunque la mayoría nunca supo lo trascendente que terminó siendo su trabajo, que acortó la Segunda Guerra Mundial en hasta dos años y salvó millones de vidas). La mayoría de las mujeres abandonaron sus carreras después de dejar Bletchley Park y casarse. Sin embargo, hubo quienes una vez casadas (como Joan Clarke) continuaron teniendo carreras fructíferas en criptoanálisis (reforzadas por el buen trabajo que habían hecho en Bletchley Park).

### Archivos
La página oficial de Bletchley Park tiene un espacio que rinde homenaje a todas las británicas que se cree que trabajaron en inteligencia de señales durante la Segunda Guerra Mundial tanto en Bletchley Park como en otros lugares. Fue elaborado a partir de fuentes oficiales, veteranos, amigos y familiares. Nunca existió una lista completa oficial, por lo que constantemente se agrega nueva información. Para junio de 2017, había casi 8.000 mujeres inscritas en la Lista de Honor.

### Cultura popular
- The Imitation Game es una película centrada en la vida de Alan Turing en Bletchley Park, donde aparece su relación con Joan Clarke, una de las pocas mujeres que trabajó y fue reconocida como descifradora de códigos. Sin embargo, se le han hecho algunas críticas a la película por retratar esta labor como un juego de hombres y no hablar más sobre el papel de las mujeres y sus importantes aportaciones en Bletchley Park.[10]
- The Imitation Game es una obra de televisión que se centra en los éxitos y frustraciones de las protagonistas femeninas mientras trabajan en Bletchley Park.[50]
- El programa The Bletchley Circle de 2012 de la ITV es un conjunto de asesinatos misteriosos ambientados en 1952 y 1953. Los protagonistas son cuatro mujeres que había descifrado códigos en Bletchley, y que utilizan sus habilidades para resolver crímenes. La escena de apertura del episodio piloto se filmó en el mismo Bletchley Park y se pidió a la escenografía que permaneciera allí para hacer una adaptación de la historiografía lo más cercana posible.[51][52][53]
- Enigma (2001) es una historia de ficción sobre las decodificadoras de Enigma en Bletchley Park, donde un romance amoroso entre compañeros de trabajo es la trama principal.
- Hut 33 es una serie de radio que se centra en la vida diaria de Bletchley Park, y por lo tanto, habla de las mujeres que trabajaban allí.